# Pardosa takahashii
Pardosa takahashii este o specie de păianjeni din genul Pardosa, familia Lycosidae. A fost descrisă pentru prima dată de Saito, 1936. Conform Catalogue of Life specia Pardosa takahashii nu are subspecii cunoscute.